# ジャマ・アリ・ジャマ
ジャマ・アリ・ジャマ (Jama Ali Jama, ソマリ語: Jaamac Cali Jaamac, アラビア語: جامع علي جامع) はソマリ人の政治家で、プントランドの初代大統領アブドゥラヒ・ユスフを追放した軍閥に担がれて一時期プントランドの大統領を務めた。ユスフの反撃により大統領の職を追われるが、その後にソマリア暫定連邦政府の議員となった。

## 生い立ち
ジャマはダロッド氏族のマジェルテーン支族のオスマン・マハムド支族のAbdi Isse支族の家に生まれた。
モスクワで教育を受けた。

## 初期の経歴
ジャマはソマリア軍に入り、大佐にまで昇進した。
クーデターでソマリア大統領となったモハメド・シアド・バーレは、隣国エチオピアのソマリ人居住区を併合するため、オガデン戦争を起こしてエチオピアに侵略した。この戦争は失敗し、ソマリア各地でバーレに対する反乱が起こった。ついにはバーレに対するクーデター未遂が発生し、バーレはマジェルテーン氏族によるものだとして、マジェルテーンの有力者を弾圧した。1979年2月、この弾圧から逃れたマジェルテーンが軍閥ソマリ救済民主戦線（SSF）を結成し、エチオピアの協力を得てバーレに対抗した。
SSFが反政府活動をするたびに、バーレはマジェルテーンの有力者を「SSFの同胞」として処罰した。ジャマも逮捕され、政治犯収容所に送られた。アムネスティ・インターナショナルはこれを権力者の政治弾圧と判断し、ジャマらを「良心的な囚人（prisoner of conscience）」と認定した。

## プントランド建国後
2001年6月、プントランド大統領のアブドゥラヒ・ユスフは3年の任期が切れたにもかかわらず後継選挙をしようとしなかった。ジャマはこの時、大統領候補と目されていた。ユスフはマジェルテーン氏族のオマル・マハムド支族の出身であり、同じくマジェルテーン氏族のオスマン・マハムド支族と対立した。
ユスフの対立派はユスフを軍事的にプントランドの首都ガローウェから追放した。そして11月、オスマン・マハムド支族出身のジャマ・アリ・ジャマがプントランド大統領に選ばれた。
しかしユスフはプントランド南端の町で故郷でもあるガルカイヨで体制を立て直し、エチオピアの支援も取り付けて、再び首都ガローウェに進撃した。そして早くも2001年12
月に首都ガローウェを奪回した。ジャマは故郷のボサソに退いた。
2002年4月、ジャマはユスフとエチオピアで会談したが、同意に達しなかった。
ユスフは2002年5月7日にはジャマ派の拠点の一つカルドを押さえ、5月8日にはボサソもユスフの支配下となった。ジャマはプントランド領域外に逃れた。残ったオスマン・マハムド支族は納税なども含めてユスフに従わなかったが、プントランドへの残留を望み、戦いは収束した。
ただしユスフの反対派の一部は西部のソマリランド支配地域にまで逃れて2003年半ばまでユスフと対立を続けた。

## ソマリア議員
2004年、ソマリア中央政府の準備機関であるソマリア暫定連邦政府の発足が決まり、ジャマはその大統領に立候補したが、予備選挙で落選した。そしてライバルだったアブドゥラヒ・ユスフが大統領に当選した。
2007年8月、ジャマはソマリア連邦議員の立場で、当時アブドゥラヒ・ユスフが大統領を務めていたソマリア暫定連邦政府に対して、プントランドとソマリランドの国境付近に埋蔵が推測されている石油の利権を、ソマリア政府が法的根拠がないのに主張していると批判した。
2014年6月、ジャマは国連のアフリカ連合ソマリア平和維持部隊が駐留する限りはソマリアに平和が訪れないだろうと予言している。
2020年7月、ソマリアの有力者70名が、憲法に定められた任期4年を過ぎてもソマリア大統領職に留まるモハメド・アブドゥライ・モハメドに対して「（かつての独裁者）モハメド・シアド・バーレへの辞任要求を『第1次国家警報』とするなら、今回は『第2次国家警報』である」とする文書を発表し、その筆頭にジャマが署名した。
2021年2月、ジャマはソマリア連邦議会の下院議員に立候補した。